# Hyphessobrycon agulha
Hyphessobrycon agulha är en fiskart som beskrevs av Fowler, 1913. Hyphessobrycon agulha ingår i släktet Hyphessobrycon och familjen Characidae. Inga underarter finns listade i Catalogue of Life.